# Simon Roelof Slings
Simon Roelof Slings, formell S. R. Slings, informell Siem Slings (* 13. März 1945 in Beverwijk; † 18. Januar 2004 in Amsterdam) war ein niederländischer Gräzist.
Slings studierte von 1962 bis 1970 Klassische Sprachen an der Vrije Universiteit Amsterdam. Darauf wurde er zunächst Lehrer für alte Sprachen an einer Schule in Zaandam. Von 1972 an war er universitair docent (später hoofddocent) an der Vrije Universiteit. 1981 wurde er mit einer Dissertation über den platonischen Dialog Kleitophon bei Gerrit Jacob de Vries promoviert. Dieser brachte ihn in Kontakt mit dem Platon-Experten Émile de Strycker. 1989 wurde er bijzonder hoogleraar an der Vrije Universiteit Amsterdam, bis er 1994 den Lehrstuhl für griechische Sprach- und Literaturwissenschaft einnahm. Er absolvierte zwei längere Auslandsaufenthalte: 1984 bis 1985 war er junior fellow am Center for Hellenic Studies in Washington, D.C. und 1990 bis 1991 Netherlands Visiting Professor an der Universität von Michigan in Ann Arbor. 1997 wurde er in die Koninklijke Nederlandse Akademie van Wetenschappen aufgenommen. Slings ist am 18. Januar 2004 an Krebs verstorben.
Slings arbeitete zu einer Vielzahl von Bereichen, zur archaischen Lyrik, zur Textüberlieferung und Textkritik (besonders zu den Kölner Epoden des Archilochos), zu Platons Dialogen (insbesondere zum Staat), zur literarischen Papyrologie und zur griechischen Sprachwissenschaft. Seine Oxford-Ausgabe von Platons Staat, an der er 25 Jahre lang gearbeitet hatte, erschien im März 2003.

## Schriften (Auswahl)
- Critical Notes on Plato’s Politeia. Edited by Gerard Boter and Jan van Ophuijsen. Leiden-Boston 2005.
- Platonis Rempublicam recognovit brevique adnotatione critica instruxit S.R. Slings. Oxford University Press, Oxford 2003.
- E. de Strycker und S.R. Slings: Plato’s Apology of Socrates: A literary and philosophical study with a running commentary. Brill, Leiden 1994.
- mit Anna Maria van Erp Taalman Kip und J.M. Bremer: Some recently found Greek poems. Text and commentary. E.J. Brill, Leiden, New York 1987. (Archilochos, Alkaios, anonymer Kommentar zu Hipponax, Stesichoros)
- A commentary on the Platonic Clitophon. Proefschrift Vrije Universiteit Amsterdam 1981, veröffentlicht Cambridge University Press, Cambridge 1999.